# Євпаторійський театр імені О. Пушкіна
Євпаторійський театр імені О. Пушкіна — головний театр міста Євпаторія. Розташований на Театральній площі, 1.
Побудований 1910 року в стилі модерн за спільним проектом міського архітектора Адама Генриха і вільного архітектора Павла Сеферова.
Завдяки триярусній структурі залу, театр може вмістити до 1000 осіб.

## Історія
Євпаторійський міський театр було відкрито 20 квітня 1910 року постановкою опери Михайла Глінки «Іван Сусанін». Партії виконували запрошені з Санкт-Петербурга артисти Маріїнського театру. Зал, розрахований на 900 глядачів, був переповнений.
Від початку театр носив назву Городской театр Евпатории. 1937 року в день століття дня смерті Олександра Пушкіна був названий його ім'ям.
В Євпаторійському міському театрі виступали Федір Шаляпін, Леонід Собінов, Євген Вахтангов, Ганна Нежданова, Надія Обухова та інші.

## Архітектура

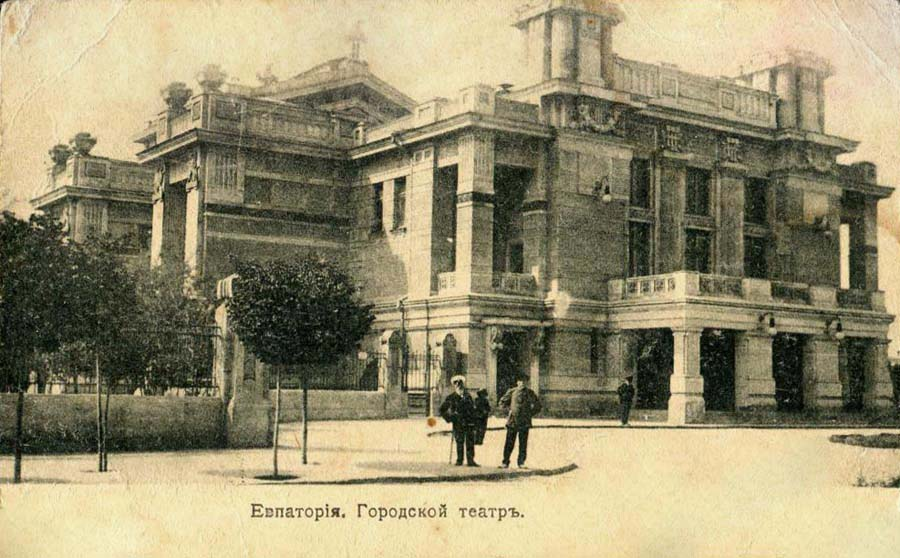
Міський театр на листівці початку XX ст.

Для будівництва театру і розробки проекту були запрошені місцеві архітектори Адам Генрих і Павло Сеферов. Цивільний інженер А. Л. Генрих (ймовірно, випускник Інституту цивільних інженерів у Петербурзі) був прихильником популярного в ті часи стилю «модерн», а П. Я. Сеферов, що закінчив архітектурне відділення Московського училища живопису, скульптури і зодчества, був представником академічної школи, продовжувачем традиції руського класицизму. Тим не менше, архітектори органічно доповнили один одного, і, наслідком, споруду за витонченістю порівнювали з театром в Одесі. Первинно в театрі було облаштовано ложи і 750 глядацьких місць. Після ремонту глядацький зал було розширено до 900 місць.
Фасад будівлі оформлений в неокласичному стилі: центральний фронтон спирається на портик з вісьмома колонами. Такі ж колони підтримують перекриття оглядових балконів. Будівля прикрашена декоративними деталями.
Театр оточує Дувановський сквер.